# 日本建設機械工業会
一般社団法人日本建設機械工業会（にほんけんせつきかいこうぎょうかい、略称：CEMA、英語表記：Japan Construction Equipment Manufacturers Association.）は、日本の建設機械製造企業をおもに会員とする業界団体。

## 所在地
〒105-0011　東京都港区芝公園3-5-8 機械振興会館内　2階

## 沿革
- 1990年　社団法人日本産業機械工業会より分離独立して設立

## 関連団体
- 日本産業機械工業会
- 日本建設機械化協会